# Setting Standards
Setting Standards is een verzamelbox van de eerste drie albums van het jazztrio The Standards Trio bestaande uit Keith Jarrett, Gary Peacock en Jack DeJohnette. De box wordt uitgegeven ter gelegenheid van het vijfentwintigjarig bestaan van dit trio.
De muziek in de release bestaat uit de drie muziekalbums, die destijds ook bij ECM Records verschenen. Nieuw is een boekje met de uitleg hoe een en ander tot stand is gekomen. Jarrett had al jarenlang solo gespeeld en zonderde zich steeds verder af van wat er in de rest van de jazz gebeurde. Peacock en DeJohnette speelden in steeds wisselende combos. Jarret werd in die dagen verweten dat hij aan een soort egotripperij deed, hetgeen Jarrett ook toegaf. Men wilde steeds nieuw werk van hem horen, door hem gespeeld, omdat iedere uitvoering toch anders was. Jarrett ging daarin mee.
Toen men in 1983 aan tafel zat, had Jarrett niet het idee dat de opzet van retro-jazz zou slagen. Immers volgens hem was het jazztrio in de bezetting piano, bas en slagwerk al zodanig uitgemolken, ook door nieuwe generaties, dat hij het niet mogelijk achtte dat de “oude muziek” van derden nog nieuw leven ingeblazen kon worden. Het bleek anders te gaan. Eenmaal aan het spelen stond er binnen een mum van tijd zoveel muziek op de tapes, dat daarvan drie muziekalbums samengesteld konden worden. Het trio zegt dan ook dat ze een band zijn, die toevallig heel veel fans hebben gekregen.
Anno 2008 en zestien albums verder blijkt The Standards Trio een van de succesvolste en populairste ensembles te zijn en hun albums vinden nog steeds gretig aftrek. Dat men andermans composities recyclet blijkt voor de fans van dit genre geen probleem.